# Исидор (Тупикин)
Митрополи́т Иси́дор (в миру Рома́н Влади́мирович Тупи́кин; 27 мая 1974, Красноярск, СССР) — архиерей Русской православной церкви, митрополит Смоленский и Дорогобужский, глава Смоленской митрополии. Церковный историк, правовед.

## Биография
В 1992—1995 годы учился в Красноярском государственном техническом университете.
C 1994 года нёс послушание чтеца и певца в Покровском кафедральном соборе Красноярска.
В августе 1995 года поступил в первый класс Московской духовной семинарии, а в 1999-м — в Московскую духовную академию, которую успешно окончил в июне 2003 года. За годы учёбы в Московских духовных школах нёс послушания редактора сайта Московской духовной академии, заместителя редактора сайта Учебного комитета при Священном Синоде.
В 1999—2007 годы нёс послушание референта Синодальной богословской комиссии Русской Православной Церкви.
В июне-октябре 2003 года — помощник проректора по воспитательной работе Московской духовной академии.
В октябре 2003 года принят на работу в должности помощника проректора по научно-богословской работе Московской духовной академии и семинарии.
31 марта 2006 года в Троицком соборе Троице-Сергиевой лавры ректором Московской духовной академии архиепископом Евгением (Решетниковым) пострижен в монашество с именем Исидор в честь мученика Исидора Хиосского.
16 апреля 2006 года в Покровском академическом храме ректором Московских духовных академии и семинарии архиепископом Верейским Евгением (Решетниковым) рукоположен во иеродиакона, 19 декабря того же года там же и тем же иерархом — во иеромонаха.
На сайте МДА отмечалось «За время учебы и работы в МДАиС отец Исидор зарекомендовал себя, как человек высокой остроты ума, глубокой богословской мысли, обладающий многогранной эрудицией и широким кругом научных интересов».
21 августа 2007 года определением Священного Синода Русской православной церкви Русской Православной Церкви назначен ректором Ярославской духовной семинарии.
19 апреля 2009 года возведён в сан игумена.
27 июля 2009 года определением Священного Синода освобождён от должности ректора Ярославской духовной семинарии и направлен в распоряжение Патриарха Московского и всея Руси.
1 августа 2009 года назначен на должность специалиста Управления делами Московской Патриархии по работе с епархиями и монастырями.
7 июля 2010 года указом Патриарха Московского и всея Руси Кирилла назначен ответственным секретарём Управления делами Московской Патриархии.
10 апреля 2011 года удостоен права ношения палицы.
В марте-июле 2012 года — настоятель храма святых апостолов Петра и Павла в Лефортове.
26 июля 2012 года решением Священного Синода назначен на должность наместника Высоко-Петровского ставропигиального мужского монастыря города Москвы.
И тогда же, 26 июля 2012 года, освобождён от должности ответственного секретаря Управления делами Московской патриархии.
26 декабря 2012 года решением Священного Синода назначен заместителем председателя Синодального отдела по делам молодежи.
12 марта 2013 года решением Священного синода избран епископом Смоленским и Вяземским.
14 марта в нижней церкви в честь Преображения Господня кафедрального соборного храма Христа Спасителя патриархом Кириллом был возведён в сан архимандрита.
17 марта в Троицком соборе Данилова ставропигиального монастыря города Москвы хиротонисан во епископа Смоленского и Вяземского. Хиротонию совершили: патриарх Московский и всея Руси Кирилл, митрополит Крутицкий и Коломенский Ювеналий (Поярков); митрополит Волоколамский Иларион (Алфеев), архиепископ Истринский Арсений (Епифанов), архиепископ Егорьевский Марк (Головков), епископ Солнечногорский Сергий (Чашин), епископ Подольский Тихон (Зайцев), епископ Орехово-Зуевский Пантелеимон (Шатов), епископ Воскресенский Савва (Михеев).
13 июня 2013 года указом Патриарха Кирилла освобождён от несения послушания настоятеля и председателя Приходского совета храма Воскресения Словущего на Ваганьковском кладбище.
C 17 по 28 ноября 2014 года в Москве слушал двухнедельные курсы курсы повышения квалификации для новопоставленных архиереев Русской православной церкви.
5 мая 2015 года решением Священного синода в пределах Смоленской области была образована Смоленская митрополия, включившая в себя Смоленскую и Вяземскую епархии, в связи с этим преосвященный Исидор получил титул «Смоленский и Рославльский» и был назначен главою Смоленской митрополии. 21 мая в Вознесенском кафедральном соборе Ульяновска возведён в сан митрополита.
24 декабря 2015 года решением Священного Синода назначен ректором Смоленской духовной семинарии.
18 октября 2017 года в Российском университете дружбы народов защитил диссертацию «Правовое регулирование отношений по поводу недвижимых имущественных объектов религиозного назначения в зарубежных странах (на примере государств Европы и Южной Америки)» на соискание учёной степени кандидата юридический наук. 25 июня 2018 года в конференц-зале Учебного комитета Русской православной церкви в Андреевском ставропигиальном мужском монастыре г. Москвы защитил кандидатскую диссертацию на тему «Жизнь и деятельность епископа Смоленского и Дорогобужского Иоанна (Соколова)».
17 июля 2020 года Священным синодом утверждён священноархимандритом Спасо-Преображенского Авраамиева монастыря в Смоленске и мужского монастыря Новоордынская Поречская Богородице-Рождественская пустынь деревни Бакланово Демидовского района Смоленской области.
15 мая 2025 года освобождён от должности ректора Смоленской духовной семинарии.

## Публикации
статьи
- Право ребёнка на общение с родственниками // Нравственные императивы в праве. — 2016. — № 4. — С. 3-15.
- Предмет международного частного права и вопрос об имуществе религиозного назначения // Нравственные императивы в праве. — 2016. — № 3. — С. 3-12.
- Имущественные права религиозных организаций: проблемы правового регулирования // Развитие правового регулирования в XXI веке: тенденции и перспективы: Матер. Междунар. науч.-практич. конф., посвящ. 140-летию НИУ «БелГУ» (г. Белгород, 20-21.10.2016): Сб. 1. — Белгород: ГиК, 2016. — 373 с. — С. 309—313
- Зарубежное законодательство о статусе имущественных объектов религиозного назначения: опыт 13 государств // Гуманитарные, социально-экономические и общественные науки. 2016. — № 11. — С. 155—163.
- Недвижимое имущество религиозного назначения: итоги исследования зарубежного опыта нормативного и договорного регулирования // Право и государство: теория и практика. 2016. — № 11 (143). — С. 49-53.
- Зарубежное законодательство о статусе имущественных объектов религиозного назначения и об имущественных отношениях религиозных организаций // Право и государство: теория и практика. 2016. — № 10 (142). — С. 67-76.
- Положения конкордатов о статусе имущественных объектов религиозного назначения и об имущественных отношениях религиозных организаций в германии // Право и образование. 2016. — № 11. — С. 146—161.
- Зарубежный опыт договорного регулирования имущественных отношений религиозных организаций // Право и образование. 2016. — № 10. — С. 122—137.
- Роль гражданско-правового договора в урегулировании имущественных отношений религиозных организаций: итоги исследования зарубежного опыта // Сравнительно-правовые аспекты правоотношений гражданского оборота в современном мире. Сборник статей Международной научно-практической конференции памяти доктора юридических наук, профессора В. К. Пучинского. 2016. — С. 78-84.
- Шесть научно-концептуальных тезисов относительно правового положения недвижимых имущественных объектов религиозного назначения и о правовой природе таких объектов // Rocznik Teologiczny. 2017. — № 2. — С. 349—361
- Жизнь и служение епископа Смоленского Иоанна (Соколова) в стенах Санкт-Петербургских духовных школ // Христианское чтение. 2017. — № 5. — С. 158—167.
- Уроки столетия: через осмысление к единству в созидании // Теологический вестник Смоленской православной духовной семинарии. 2017. — № 3-2 (3). — С. 10-171
- Митрополит антоний (Вадковский) — первый архипастырь земли Суоми // Теологический вестник Смоленской православной духовной семинарии. 2017. — № 3-1 (3). — С. 40-45.
  - Митрополит Антоний (Вадковский) — первый архипастырь земли Суоми // bogoslov.ru, 12 декабря 2017
- Епископ Смоленский и Дорогобужский Иоанн (Соколов) в истории Смоленщины // Вестник Тверского государственного университета. Серия «История». 2017. — № 4. — С. 4-18.
- Отечественная дореволюционная научная мысль о природе и значении, сути и пределах имущества религиозного назначения, детерминантах и пределах его охраны и защиты // Право и образование. 2017. — № 3. — С. 112—124.
- Первые конкордаты: история развития договорных отношений между католической церковью и светской властью // Право и образование. 2017. — № 1. — С. 160—165.
- К вопросу о понятии и правовом режиме имущества религиозного назначения // Глобализация и публичное право. материалы V Международной научно-практической конференции. Российский университет дружбы народов. 2017. — С. 348—354
- Историческое обозрение Московских духовных школ в 1832—1844 гг. // bogoslov.ru, 28 ноября 2017
- Прийти разумом к откровению. Деятельность архимандрита Иоанна (Соколова) на посту ректора Казанской духовной академии (1857—1864): к 200-летию со дня рождения (1818—1869) // Православный собеседник. 2018. — № 8. — С. 78-87.
- Общественно-политические взгляды епископа Смоленского Иоанна (Соколова) // Церковь и время. 2018. — № 1 (82). — С. 169—183.
- Участие студентов Казанской духовной академии в панихиде по крестьянам с. Бездна // Вестник Православного Свято-Тихоновского гуманитарного университета. Серия 2: История. История Русской Православной Церкви. — 2018. — № 82. — С. 23—36.
- Вклад епископа Смоленского и Дорогобужского Иоанна (Соколова) в развитие канонической науки в России // Богословский вестник. — 2018. — № 28. — С. 178—200.
- Не может укрыться город, стоящий на верху горы. К 200-летию со дня рождения епископа Смоленского и Дорогобужского Иоанна (Соколова) // Журнал Московской патриархии. 2018. — № 7 (920). — С. 44-51
- Деятельность архимандрита Иоанна (Соколова) в качестве члена Санкт-Петербургского духовно-цензурного комитета // Христианское чтение. 2018. — № 5. — С. 194—203.
- Наука канонического права в Санкт-Петербургской Духовной Академии и основные ее представители // Христианское чтение. 2019. — № 2. — С. 88—98
- История и перспектива межъепархиального сотрудничества в рамках Союзного государства: опыт Смоленской епархии // Конфессиональная история Российско-Белорусского приграничья конца XIX — середины XX в. : Институты, практики, идентичности: сборник материалов международной научной конференции / ред. М. В. Каиль. — Смоленск : Издательство СмолГУ, 2019. — 252 с. — С. 19-26
- Православие и психиатрия: опыт и перспективы взаимодействия // Вестник Смоленской государственной медицинской академии. 2019. — Т. 18. — № 2. — С. 246—252.
  - Православие и Психиатрия: опыт и перспективы взаимодействия // Церковь и медицина. — 2020. — № 1(19). — С. 110—114.
- Историография вопроса о влиянии канонического права Русской Православной Церкви на светское право // Теологический вестник Смоленской православной духовной семинарии. — 2020. — № 1 (6). — С. 8-17.
- Религиозная деятельность нерелигиозных организаций // Право и государство: теория и практика. 2020. — № 1 (181). — С. 9-11 (соавтор: Баган В. В.)
- Государственная аккредитация Смоленской православной духовной семинарии: задачи, опыт, перспективы // Богословский сборник Тамбовской духовной семинарии. 2020. — № 3 (12). — С. 119—129.
  - Государственная аккредитация Смоленской православной духовной семинарии: задачи, опыт, перспективы // Тамбовские епархиальные ведомости. 2020. — № 6 (150). — C. 24-27
- Архив Смоленского епархиального управления в региональных исторических исследованиях духовного воспитания и образования // Известия Смоленского государственного университета. — 2020. — № 3 (51). — С. 217—233.
- Смоленская духовная семинария в системе высшего образовательного пространства России // Христианское чтение. 2020. — № 5 — С. 133—144.
- Религиозное воспитание и образование в СССР // Теологический вестник Смоленской православной духовной семинарии. — 2020. — № 4 (9). — С. 55-70.
- К вопросу о модальностях сопряжения и разграничения канонического права и права государственного // Nomothetika: Философия. Социология. Право. — 2020. — Т. 45, № 4. — С. 781—791.
- Коллизии канонического права и права государственного: некоторые методологические и концептуальные подходы // Право и государство: теория и практика. — 2020. — № 12 (192). — С. 50-54.
- Противодействие распространению неоязычества в контексте миссии Церкви: Опыт Смоленской епархии // Богословский сборник Тамбовской духовной семинарии. — 2021. — № 4 (17). — С. 108—122.
- Епископ Иоанн (Соколов) и духовное образование в России в середине XIX в // Богословско-исторический сборник. — 2021. — № 4 (23). — С. 46-63.
- Правовая основа и сферы взаимодействия органов государственной власти субъектов Российской Федерации и органов местного самоуправления с религиозными организациями Русской Православной Церкви // Теологический вестник Смоленской православной духовной семинарии. — 2021. — № 4(13). — С. 71-82.
- Дошкольное религиозное воспитание и образование (на примере Смоленской и Калининградской епархии 1988—2008 гг.) // Теологический вестник Смоленской православной духовной семинарии. — 2021. — № 2(11). — С. 70-80.
- Влияние канонического права на государственное право: некоторые размышления // Право и государство: теория и практика. — 2021. — № 2(194). — С. 176—178.
- Современные российские исследования роли Константинопольского патриархата в развитии кризиса единства мирового православия // Вопросы теологии. — 2022. — Т. 4, № 1. — С. 110—133.
- Взгляд архиерея XXI века на обсуждение реформы духовного суда в конце XIX — начале XX столетия // Христианское чтение. — 2022. — № 1. — С. 186—195.
- Проблематика современной историографии взаимоотношений Русской Православной Церкви и государства в период «хрущевских гонений» (1958—1964) // Христианское чтение. 2023. — № 1. — С. 356—374
- Особенности организационной жизни Смоленской и Дорогобужской епархии при епископе Иннокентии (Сокале) (1959—1964 гг.) // Вестник ПСТГУ. Серия II: История. История Русской Православной Церкви. 2023. — Вып. 113. — С. 114—126.

книги
- Гражданско-правовое и договорное регулирование имущественных отношений религиозных организаций в зарубежных государствах / Под ред. М. Н. Кузнецова. — М.: Буки-Веди, 2016.
- Отечественная дореволюционная научная мысль об имуществе религиозного назначения / Под ред. М. Н. Кузнецова. — М.: Буки Веди, 2017. — 67 с.
- Недвижимые имущественные объекты религиозного назначения: Зарубежный опыт регулирования. — М. : Буки-Веди, 2019. — 320 с.
- Епископ Смоленский и Дорогобужский Иоанн (Соколов): жизнь и труды. — М. : Изд-во Сретенского монастыря, 2019. — 231 с.
- Православная культура Смоленской земли: учебное пособие для 8 класса общеобразовательных организаций. — М .: ООО «Русское слово — учебник», 2019. — 144 с. (в соавторстве с Т. М. Зыбиной и И. А. Дидук)

## Награды
- Патриаршая грамота (2000, 2003)
- медаль преподобной Евфросинии Полоцкой (2005)
- палица (10 апреля 2011)
- наперсный крест с украшениями (от патриарха Московского и всея Руси Кирилла, 6 апреля 2012[23])
- орден преподобной Евфросинии Полоцкой (2013, Белорусская православная церковь[24])
- орден святителя Кирилла Туровского II степени (2024, Белорусская православная церковь)[25]
- Медаль ордена «За заслуги перед Отечеством» II степени (4 октября 2024) — за вклад в сохранение и развитие духовно-нравственных и культурных традиций, многолетнюю плодотворную деятельность[26]